# WebCite
WebCite е интернет услуга, която архивира уебстраници при поискване.
Впоследствие към архивираната страница може да се направи препратка чрез URL адреса. Потребителите имат възможност да получат архивната страница по всяко време и без ограничения, независимо от състоянието на оригиналната уеб страница, от която е направено архивното копие. Това архивиране е особено важно в академичен контекст. WebCite е консорциум с нестопанска цел, поддържан от издатели и редактори и може да се използва от всеки безплатно.
За разлика от проекта Internet Archive, WebCite не ползва роботи за автоматично архивиране на всички уебстраници подред. WebCite архивира страници само по пряка молба на потребителя. WebCite архивира цялото съдържание на дадена страница – HTML, PDF, CSS, JavaScript и изображения. WebCite също архивира метаданни за архивираните ресурси, като времена за достъп, типове MIME и дължини на съдържанието. Тези метаданни са полезни за установяване на автентичността и произхода на архивираните данни.
WebCite е член на Международния консорциум за съхраняване на интернет.

## История
Сайтът е замислен през 1997 г. от Гюнтер Айзенбах, създаден е и пуснат онлайн на следващата година, с адрес webcite.net. Google и Internet Archive навлизат малко след това, намалявайки нуждата от услугите на WebCite.
Идеята за WebCite е възродена през 2003 г., когато проучване, публикувано в списание Science, заключава, че все още няма адекватно и подходящо решение за архивиране на уебстраници. Нито Internet Archive, нито Google предоставят архивиране „при поискване“ от потребителя и те не разполагат с необходимия потребителски интерфейс за научни списания и издатели за автоматизиране на архивирането на цитираните връзки. Към 2008 г. над 200 списания ежедневно използват WebCite.
Лорънс Лесиг е американски академик, изследващ авторските права и технологиите, който използва WebCite в своето „amicus brief“ в съдебно дело срещу MGM Studios, Inc. v. Grokster, Ltd, което е разгледано във Върховния съд на САЩ.
Проблеми с финансирането и евентуално закриване
През 2013 г. проектът изпитва трудности с финансирането и обявява набиране на средства, нужни са били 22 500 щатски долара, за да не спира своята дейност от декември 2013 г.